# Gare Lille-Europe (metrostation)
Het metrostation Gare Lille-Europe is een station van metrolijn 2 van de metro van Rijsel, gelegen in het centrum van de stad Rijsel. De naam van dit station komt van het gelijknamige treinstation waar het zich onder bevindt.
Jean Pattou zag dit station als een "put van licht", waar de gehele lengte en breedte van de drie muren zijn opgevuld door een fresco dat steden van over de hele wereld verbeeldt: zo kan men op de noordzijde Berlijn, Londen en Brussel herkennen, op de oostzijde Parijs, Rome en Athene en op de zuidzijde Toulouse, Barcelona en New York. De architect heeft zijn werk opgedragen aan Jean-Baptiste Piranèse, een architect die in de 18e eeuw in Rome woonde en werkte.

## Omgeving
- Station Lille-Europe
- Euralille